# Малый поясохвост
Малый поясохвост (лат. Ouroborus cataphractus) — вид ящериц из семейства поясохвостов, выделяемый в монотипический род Ouroborus Stanley et al., 2011. Латинское название рода дано в честь Уробороса — символа кусающего себя за хвост дракона — за характерное защитное поведение ящерицы, а видовой эпитет происходит от др.-греч. κατάφρακτος, «бронированный».

## Описание
Общая длина варьирует от 15 до 21 см. Спина имеет коричневый цвет с различными оттенками. Брюхо желтоватой окраски с чёрными пятнами. Голова немного вытянута. Хвост, шея и конечности покрыты шипами. Хвост, как и у всех поясохвостов, покрыт крупной чешуёй, которая расположена правильными широкими поперечными поясами. Конечности короткие, впрочем достаточно прочные. На голове и спине имеются твёрдые костяные пластины вроде панциря. Наблюдается половой диморфизм — самцы крупнее самок.

## Ареал и места обитания
Эндемик Южно-Африканской Республики, обитающий в западной её части на территории Северо-Капской и Западно-Капской провинций. Распространён от Рихтерсфельдского заповедника на севере до северной части Капских гор и северо-запада Кару на юге. Занимает скальные выходы на прибрежных низменностях и невысоких западных склонах в пределах биомов суккулентного Кару и Нама-Кару.

## Образ жизни

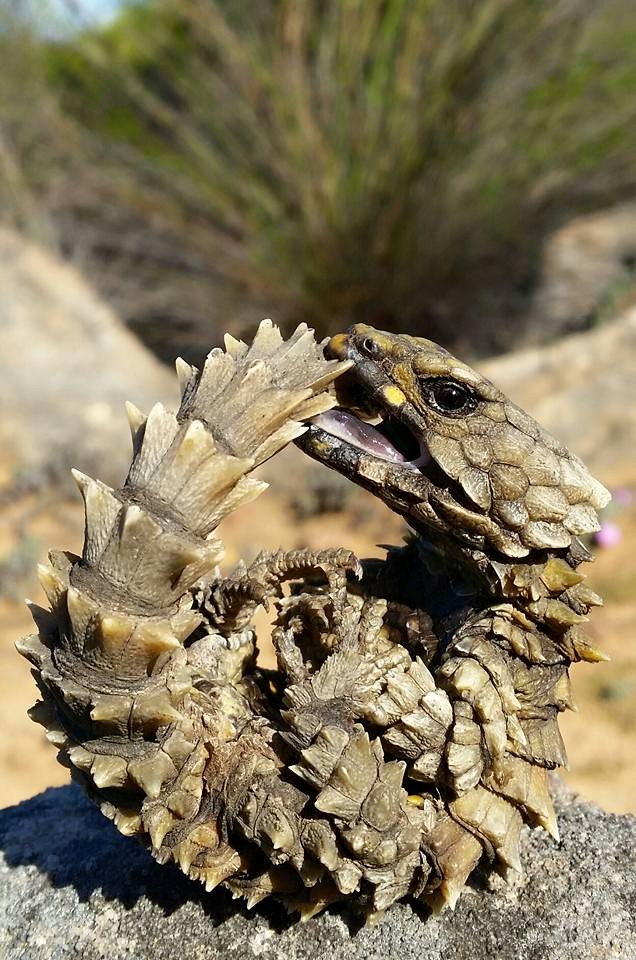
Малый поясохвост сворачивается в кольцо, кусая себя за хвост

Живёт в группах до 60 особей. Прячется в ущельях и щелях. При опасности скручивается в кольцо, хватая пастью свой хвост. Питается насекомыми и мелкими беспозвоночными.
Живородящая ящерица. Самка рождает 1—2 детёнышей.